# Stephanoberyciformes

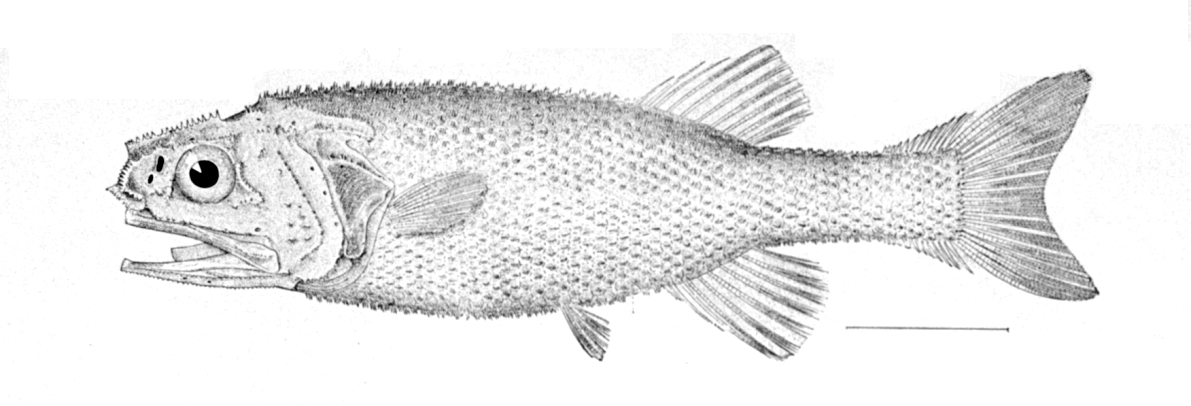
Stephanoberyx monae fam. Stephanoberycidae

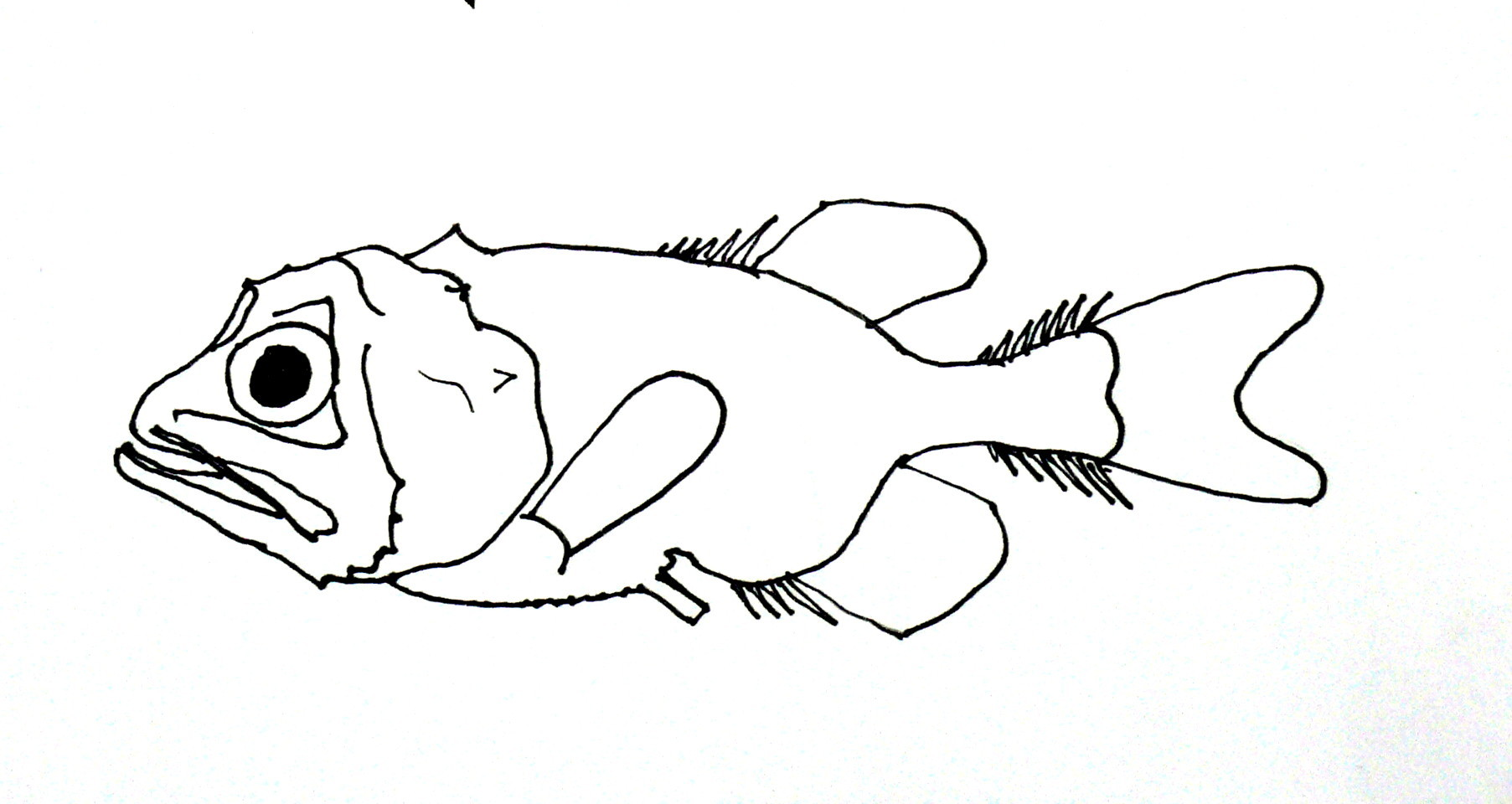
Gibberichthys pumilus fam. Gibberichthyidae

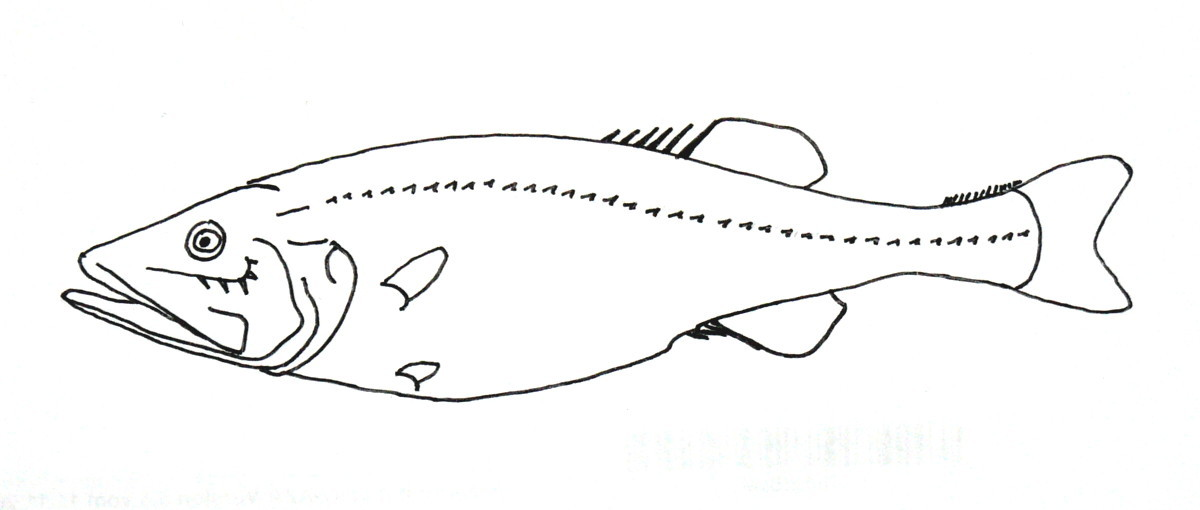
Hispidoberyx ambagiosus fam. Hispidoberycidae

Gli Stephanoberyciformes sono un ordine di pesci ossei marini composto da quattro famiglie.

## Distribuzione
Questi pesci sono presenti nei mari di tutto il mondo. Sono però assenti dal mar Mediterraneo. Vivono a profondità abissali.

## Descrizione
Questi pesci hanno la testa, di solito grande, coperta di spine e creste ossee. Di solito sono presenti deboli spine nelle pinne e dei raggi spinosi sul peduncolo caudale. Il corpo è a sezione arrotondata.

## Biologia
Scarsamente nota

## Classificazione
L'ordine comprende quattro famiglie:
- Gibberichthyidae
- Hispidoberycidae
- Melamphaidae
- Stephanoberycidae